# گوران جوروویچ
گوران جوروویچ (صربی: Goran Đorović؛ زادهٔ ۱۱ نوامبر ۱۹۷۱) یک بازیکن فوتبال اهل صربستان است.

## باشگاهی
از باشگاه‌هایی که در آن بازی کرده‌است می‌توان به دپورتیوو لاکرونیا، الچه، باشگاه فوتبال ستاره سرخ بلگراد، و سلتاویگو اشاره کرد.